# Metiochodes thankolomara
Metiochodes thankolomara är en insektsart som beskrevs av Otte, D. och R.D. Alexander 1983. Metiochodes thankolomara ingår i släktet Metiochodes och familjen syrsor. Inga underarter finns listade i Catalogue of Life.